# Beech Creek Railroad
Le Beech Creek Railroad est une ancienne compagnie de chemin de fer du centre de la Pennsylvanie, opérant une ligne de chemin de fer entre Jersey Shore et Mahaffey. Constituée en 1882, elle a été reprise en 1890 par le New York Central and Hudson River Railroad (devenu par la suite le New York Central Railroad). Une grande partie de la ligne a été abandonnée dans la seconde moitié du XXe siècle, bien que des sections aux deux extrémités soient toujours en service.

## Origines et construction

### Objectifs
La compagnie a été initialement constituée le 12 août 1882 sous le nom de Susquehanna and South Western Railroad. Sa raison sociale prévoyait qu'elle construise une ligne de chemin de fer de 100 milles (161 kilomètres) entre Williamsport (Pennsylvanie) et la ligne sud du comté de Clearfield.
Cette ligne a été envisagée avec le soutien du New York Central Railroad, dans le cadre d’un plan stratégique visant à garantir à ce dernier l’accès aux gisements de charbon bitumineux. Le New York Central Railroad n'a en effet pas étendu son propre réseau vers les bassins bitumineux, ce qui le rendait vulnérable aux actions des exploitants des mines de charbon et à celles de compagnies concurrentes, comme le Pennsylvania Railroad, qui transportait ce charbon.
Les mines du comté de Tioga, en Pennsylvanie, fournisseurs traditionnels du New York Central Railroad, dont la production transitait pour partie par le réseau ferroviaire de la Fall Brook Coal Company, étaient en effet confrontés à d'importants problèmes sociaux et à l'épuisement proche de leurs réserves.
William H. Vanderbilt , président du New York Central Railroad, a répondu au défi en élaborant un plan pour pénétrer le bassin houiller du comté de Clearfield, jusqu'alors chasse gardée du Pennsylvania Railroad. La famille Vanderbilt fournirait des capitaux à un syndicat d’exploitants du charbon du comté de Tioga et d’hommes d’affaires de la région de Clearfield, constitué sous le nom de Clearfield Bituminous Coal Company , qui pourrait acquérir des houillères sans éveiller les soupçons. Le réseau ferroviaire de Fall Brook, prolongé vers Pine Creek par un projet de ligne appelée Jersey Shore, Pine Creek et Buffalo Railway, amènerait les trains du New York Central à Jersey Shore, sur la West Branch Susquehanna River, à l'ouest de Williamsport. À partir de là, le Susquehanna and South Western Railroad se dirigeraient vers l'ouest par Beech Creek et Moshannon Creek jusqu'aux environs de Clearfield.

### Fondateurs et ingénieur en chef
Les fondateurs initiaux du chemin de fer étaient William A. Wallace, B.H. Wallace, Israël Test et E.H. Bigler, de Clearfield ; S.R. Peale et William H. Brown, de Lock Haven ; John G. Reading et Joseph M. Gazzam, de Philadelphie. William A. Wallace a été nommé président. La compagnie choisit Samuel Brugger comme ingénieur en chef. Ingénieur civil expérimenté, il avait récemment relevé une partie du même itinéraire pour le compte du Pennsylvania and Western Railroad, une compagnie indépendante constituée par des spéculateurs new-yorkais qui n’ont toutefois pas réussi à réaliser leur projet. Cela lui permit de terminer rapidement son avant-projet, qui fut approuvé par le conseil d'administration de la compagnie en septembre 1882.

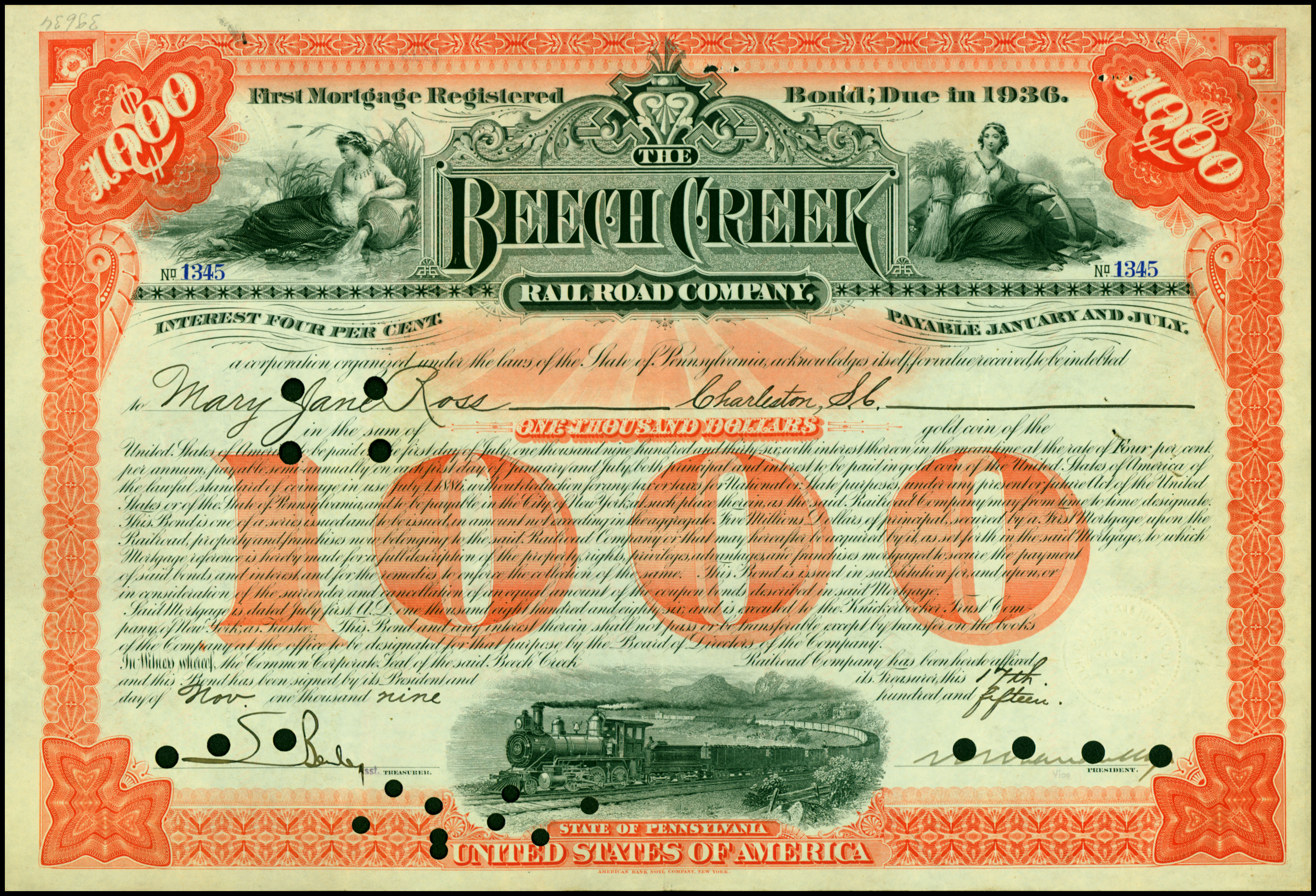
Obligation de la Beech Creek Railroad Company, émise le 17 novembre 1915.

### L'action duPennsylvania Railroadface à ce projet concurrent
Le Pennsylvania Railroad n'a pas fait grand chose pour empêcher la construction du Susquehanna and South Western. L’échec du projet du Pennsylvania and Western avait incité le Pennsylvania à constituer le Lock Haven and Clearfield Railroad en 1879, qui aurait construit entre les lignes du Bald Eagle Valley Railroad à l’embouchure de Beech Creek et celles du Tyrone and Clearfield Railroad à Philipsburg (toutes deux compagnies filiales du Pennsylvania) une ligne de chemin de fer suivant approximativement le même tracé que celle envisagée par la Susquehanna and South Western ; les travaux de construction de cette ligne n'ont cependant jamais été entrepris.
Le Pennsylvania a peut-être été influencé par un rapport de l'un de ses ingénieurs civils, Camille d'Invilliers, rédigé en décembre 1883, suggérant que la veine de charbon de Moshannon était en train de s'épuiser dans les mines les plus anciennes des régions de Philipsburg et de Houtzdale . Le charbon de la veine de Moshannon jouissait alors d'une grande réputation et d'Invilliers a suggéré que le Pennsylvania se concentre sur de nouveaux bassins houillers exploitant la veine de Moshannon, dans la haute vallée de Moshannon et ailleurs, et permette au New York Central de rivaliser pour la veine inférieure de Kittanning, seule veine de charbon restant à extraire dans la région de Philipsburg. Le seul exemplaire de son rapport qui a survécu se trouve dans les archives de la Fall Brook Coal Company ; cette société était un partenaire du New York Central pour pénétrer dans le bassin houiller, ce qui laisse penser que le Pennsylvania et le New York Central se sont entendus pour permettre la construction du Beech Creek.

### Financement et construction
Le Susquehanna and South Western a financé la construction de la ligne avec l’émission d'actions à hauteur de 4 000 000 $. William Wallace, Peale et Reading ont acheté la quasi-totalité de l'émission initiale, mais ces achats ont été financés par la famille Vanderbilt et par George Magee de la Fall Brook Coal Company, à qui la plus grande partie de ces actions a ensuite été transférée à partir de janvier 1883.
La construction a commencé à la fin de 1882, en commençant par la ville de Beech Creek et en poursuivant vers l'ouest le long du torrent jusqu'au lieu-dit Mountaintop, à proximité de Snow Shoe.
Le 20 mars 1883, la compagnie changea son nom pour Beech Creek, Clearfield et South Western Railroad. À peu près au même moment, elle augmenta l'émission d'actions de 5 000 000 $ et émit 5 000 000 $ supplémentaires en obligations à cinquante ans.
La Clearfield Bituminous Coal Company signe par ailleurs un contrat prévoyant l'exclusivité de l'usage de ce nouveau chemin de fer pour l'expédition de sa production, et George Magee a été nommé entrepreneur général pour la construction de la ligne.

### Tracé et construction
La nouvelle ligne a été construite selon des normes élevées en prévision du trafic de charbon. Elle évitait les fortes rampes en contrepartie d'un tracé en plan complexe, de la construction de ponts importants, et de la construction du tunnel de Hogback, long de 106 m, permettant de shunter un méandre de la rivière à peu près à mi-hauteur de la montée vers le point culminant de la ligne à Hurxthal.
La pose des voies a débuté en septembre 1883. Entre-temps, les travaux de construction ont commencé au tunnel de Peale, long de 389,2 m, situé à 13 km à l'ouest du sommet, dans la descente vers le Moshannon Creek. Entrepris par le célèbre constructeur de chemins de fer P & T Collins, le creusement du tunnel débuta le 24 juin 1883 et s'acheva le 30 octobre. Il était prêt pour le trafic ferroviaire au milieu de l'année suivante. 3 km plus à l’ouest, la ligne traversait le Moshannon Creek sur un viaduc en fer de 34 m de haut, ouvert pour le service le 11 novembre 1884.

## Filiale duNew York Central Railroad
Le Beech Creek, Clearfield et South Western Railroad fit faillite et fut vendu le 29 juin 1886 au Beach Creek Railroad, société nouvellement créée. Le New York Central and Hudson River Railroad a officiellement racheté la société le 15 décembre 1890, avec effet rétroactif au 1er octobre. Le 11 mai 1898, le New York Central fusionna le Cambria County Railroad avec le Beech Creek Railroad:678–679.
Le 29 avril 1951, l'indicateur du New York Central indiquait que la ligne faisait partie de la « Pennsylvania Division », tandis qu'un indicateur du 30 octobre 1960 l'intégrait à la « Syracuse Division ».